# Susanna Martinková

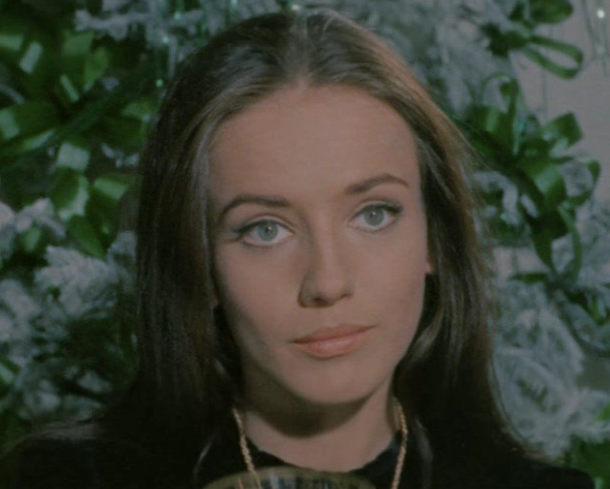
Scenă din filmul Il ragazzo che sorride

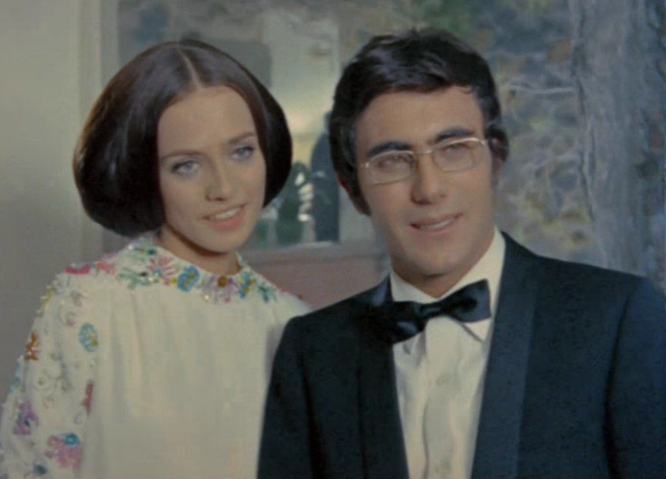
Cu Al Bano într-o scenă din filmul Il ragazzo che sorride

Susanna Martinková (n. 19 aprilie 1946, Praga, Cehoslovacia) este o actriță cehă de film și televiziune, cu o bogată activitate în Italia. Printre cele mai cunoscute filme ale sale se numără Cine a vrut s-o ucidă pe Jessie? (1966), Adio Granada! (1967), Hoțul (1980) și Monella (1998).

## Biografie
Născută la Praga, ea și-a făcut debutul pe marele ecran în 1963 în Letos v zari, o producție cehoslovacă regizată de František Daniel. Ajutată de frumusețea ei, a jucat în numeroase filme precum For 100.000 Dollars I'll Kill You (1968), Hot Shot (1970) sau The Priest's Girl (1970). În 1978 a fost protagonista apreciabilei drame de televiziune La dama dei veleni, alături de Ugo Pagliai, în al cărui rol a jucat-o pe misterioasa soție. Apoi a apărut în Fracchia versus Dracula (1985), al cărui protagonist este Paolo Villaggio. După acel film a participat la Monella (1998), unde a jucat alături de Serena Grandi. A decis să se retragă din activitatea cinematografică la începutul anului 1999.
Din 1973 până în 1986 a fost soția actorului Gianni Garko.

## Filmografie selectivă

### Cinema
- 1963 Letos v zari, regia Frantisek Daniel
- 1966 Cine a vrut s-o ucidă pe Jessie? (Kdo chce zabít Jessii?), regia Václav Vorlícek
- 1967 Adio Granada! (Granada, addio!), regia Marino Girolami : Paoletta
- 1967 El "Che" Guevara, regia Paolo Heusch
- 1968 Per 100.000 dollari t'ammazzo, regia Giovanni Fago
- 1969 Băiatul care zâmbește (Il ragazzo che sorride), regia Aldo Grimaldi
- 1969 Un detective, regia Romolo Guerrieri
- 1970 La ragazza del prete, regia Domenico Paolella
- 1970 Colpo rovente, regia Piero Zuffi
- 1973 Prințesa și bobul de mazăre (La principessa sul pisello), regia Piero Regnoli
- 1975 Prete, fai un miracolo, regia Mario Chiari
- 1976 Contronatura, regia Amasi Damiani
- 1977 Il signor Ministro li pretese tutti e subito, regia Sergio Grieco
- 1980 Hoțul (Il ladrone), regia Pasquale Festa Campanile
- 1983 Notturno, regia Giorgio Bontempi
- 1985 Fracchia contro Dracula, regia Neri Parenti
- 1987 Luci lontane, regia Aurelio Chiesa
- 1989 Il ritorno del grande amico, regia Giorgio Molteni
- 1998 Rivers of Babylon, regia Vlado Balco
- 1998 Monella, regia Tinto Brass
- 2022 Vitaj Doma, Brate!, regia Peter Serge Butko

### Televiziune
- 1976 Albert e l'uomo nero, regia Dino Bartolo Partesano
- 1978 La dama dei veleni, regia Silverio Blasi
- 1983 Delitto e castigo, regia Mario Missiroli